# Nordic Tournament
Das Nordic Tournament war eine Serie von Skisprungwettbewerben, die von 1997 bis 2010 jährlich im März im Rahmen des FIS-Skisprung-Weltcups ausgetragen wurde.

## Geschichte
Das Nordic Tournament wurde von 1997 bis 2010 veranstaltet und war das nordeuropäische Äquivalent zur Vierschanzentournee. In den ersten Jahren, in denen das Tournament im deutschen Sprachraum auch als Nordland-Tournee bezeichnet wurde, fanden die Springen auf jährlich wechselnden Sprungschanzen in Falun, Lahti, Kuopio und Trondheim statt. Nur der Holmenkollen in Oslo war bei jedem Nordic Tournament außer 2009 Austragungsstätte. 1999 und 2001 wurde das Tournament nur auf drei, 2003 sogar nur auf zwei Schanzen ausgetragen.
Seit 2004 wurde auf die Rotation der Schanzen verzichtet und nur noch Lahti, Kuopio, das neu ins Programm aufgenommene Lillehammer und Oslo als Austragungsorte genutzt. Aufgrund des Umbaus des Holmenkollens in Oslo konnte 2009 dort kein Springen stattfinden. Stattdessen wurde ein Skifliegen in Vikersund ausgetragen. Aufgrund der Nordischen Skiweltmeisterschaften 2011 in Oslo entfiel in dieser Saison das Nordic Tournament erstmals. Anschließend wurde die Serie wegen des Ausstiegs des Sponsors eingestellt. Im Jahr 2017 wurde mit dem Raw Air eine ähnliche Veranstaltungsreihe zum Saisonabschluss auf Schanzen in Norwegen ins Leben gerufen.

## Austragungsorte und Schanzen
|                      | Ort         | Schanze              | K-Punkt | Hillsize | Ausrichtungsjahre                 |
| -------------------- | ----------- | -------------------- | ------- | -------- | --------------------------------- |
| Holmenkollen         | Oslo        | Holmenkollen         | 115 m   | 128 m    | 1997–2008, 2010                   |
| Salpausselkä-Schanze | Lahti       | Salpausselkä-Schanze | 116 m   | 130 m    | 1997, 1998, 2000, 2002–2007, 2010 |
| Salpausselkä-Schanze | Lahti       | Salpausselkä-Schanze | 90 m    | 97 m     | 1999, 2000, 2009                  |
| Puijo-Schanze        | Kuopio      | Puijo-Schanze        | 120 m   | 127 m    | 1997, 2004–2010                   |
| Lysgårds-Schanze     | Lillehammer | Lysgårds-Schanze     | 123 m   | 138 m    | 2004–2006, 2008–2010              |
| Granåsen             | Trondheim   | Granåsen             | 123 m   | 140 m    | 1998–2002                         |
| Lugnet-Schanze       | Falun       | Lugnet-Schanze       | 115 m   | 124 m    | 1997–1999, 2001, 2002             |
| Vikersundbakken      | Vikersund   | Vikersundbakken      | 195 m   | 225 m    | 2009                              |

## Ablauf
Seit 2004 umfasste der Wettbewerb die letzten vier Wettbewerbe des Skisprung-Weltcups von Skisprungschanzen; den Abschluss der Weltcupsaison bildet traditionell das Skifliegen im slowenischen Planica. Je zwei Einzelkonkurrenzen des Nordic Tournaments fanden in Finnland und Norwegen statt. Diese waren im Einzelnen:
- Das Auftaktspringen in Lahti  im Rahmen der finnischen Skifestspiele (Salpausselän kisat)
- Das zweite Springen auf der traditionsreichen Puijo-Schanze in Kuopio
- Das dritte Springen auf der Olympiaschanze von 1994 in Lillehammer.
- Als Abschluss der prestigeträchtigste Einzelwettbewerb des gesamten Skisprung-Weltcups auf der Holmenkollenschanze, dem Geburtsort des Skispringens.

Der Gesamtsieger errechnete sich wie bei der Vierschanzentournee aus den addierten Punktzahlen der vier Springen. Der Gesamtsieger erhielt 25.000 Euro; insgesamt wurden 50.000 Euro Preisgelder vergeben.

## Liste der Sieger
Mit drei Gesamtsiegen ist Adam Małysz der erfolgreichste Skispringer des Wettbewerbs; Matti Hautamäki gewann 2005 als erster Springer alle vier Einzelkonkurrenzen, 2010 schaffte Simon Ammann ebenfalls den Vierfachsieg. Auch Małysz konnte 2003 alle Springen des Tournaments für sich entscheiden, doch bestand das Nordic Tournament in diesem Jahr nur aus drei Springen. Die knappste Entscheidung gab es 2009, als Gregor Schlierenzauer nur 0,6 Punkte vor Harri Olli gewann.
| Jahr | Austragungsorte                       | Gesamtsieger          | 2. Platz            | 3. Platz           |
| ---- | ------------------------------------- | --------------------- | ------------------- | ------------------ |
| 1997 | Lahti, Kuopio, Falun, Oslo            | Kazuyoshi Funaki      | Kristian Brenden    | Andreas Widhölzl   |
| 1998 | Lahti, Falun, Trondheim, Oslo         | Andreas Widhölzl      | Sven Hannawald      | Hiroya Saitō       |
| 1999 | Lahti, Trondheim, Falun, Oslo         | Noriaki Kasai         | Kazuyoshi Funaki    | Sven Hannawald     |
| 2000 | Lahti, Trondheim, Oslo                | Sven Hannawald        | Janne Ahonen        | Ville Kantee       |
| 2001 | Falun, Trondheim, Oslo                | Adam Małysz           | Andreas Goldberger  | Martin Schmitt     |
| 2002 | Lahti, Falun, Trondheim, Oslo         | Matti Hautamäki       | Adam Małysz         | Martin Schmitt     |
| 2003 | Oslo, Lahti                           | Adam Małysz           | Matti Hautamäki     | Tami Kiuru         |
| 2004 | Lahti, Kuopio, Lillehammer, Oslo      | Roar Ljøkelsøy        | Bjørn Einar Romøren | Simon Ammann       |
| 2005 | Lahti, Kuopio, Lillehammer, Oslo      | Matti Hautamäki       | Roar Ljøkelsøy      | Michael Uhrmann    |
| 2006 | Lahti, Kuopio, Lillehammer, Oslo      | Thomas Morgenstern    | Andreas Küttel      | Janne Happonen     |
| 2007 | Lahti, Kuopio, (Lillehammer)1, Oslo   | Adam Małysz           | Andreas Kofler      | Simon Ammann       |
| 2008 | (Lahti)2, Kuopio, Lillehammer, Oslo   | Gregor Schlierenzauer | Tom Hilde           | Janne Happonen     |
| 2009 | Lahti, Kuopio, Lillehammer, Vikersund | Gregor Schlierenzauer | Harri Olli          | Simon Ammann       |
| 2010 | Lahti, Kuopio, Lillehammer, Oslo      | Simon Ammann          | Adam Małysz         | Thomas Morgenstern |

1 wegen starken Windes wurde das für Lillehammer geplante Springen nach Oslo verlegt

2 wegen starken Windes wurde das für Lahti geplante Springen nach Kuopio verlegt